# Bernhard von Mellenthin
Bernhard von Mellenthin (* 9. November 1811 in Groß-Schönberg, Kreis Dramburg; † 4. April 1875 in Falkenburg, Kreis Dramburg) war ein deutscher Rittergutsbesitzer, Unternehmer, Offizier und Parlamentarier.

## Leben
Bernhard von Mellenthin stammte aus der uradligen Familie von Mellenthin. Er war der älteste Sohn des Rittmeisters a. D. und Ritterschaftsrates Otto Jobst Ferdinand von Mellenthin (1787–1859) und desser erster Ehefrau Henriette Hedwig Philippine Karoline geb. von Wolde (1789–1812) aus dem Hause Wusterwitz. Seine Mutter starb kurz nach seiner Geburt. Xaver Edmund Karl von Mellenthin war sein Halbbruder aus der zweiten Ehe seines Vaters. Seine Halbschwester Cäcilie war mit Wilhelm von Krupka verheiratet.
Bernhard von Mellenthin  wurde zunächst im Internat der Herrnhuter Brüdergemeine in Niesky erzogen. Von 1828 bis 1831 besuchte er das Köllnische Gymnasium in Berlin. Anschließend studierte er Kameralia an der Rheinischen Friedrich-Wilhelms-Universität Bonn. 1832 wurde er Mitglied des Corps Borussia Bonn.

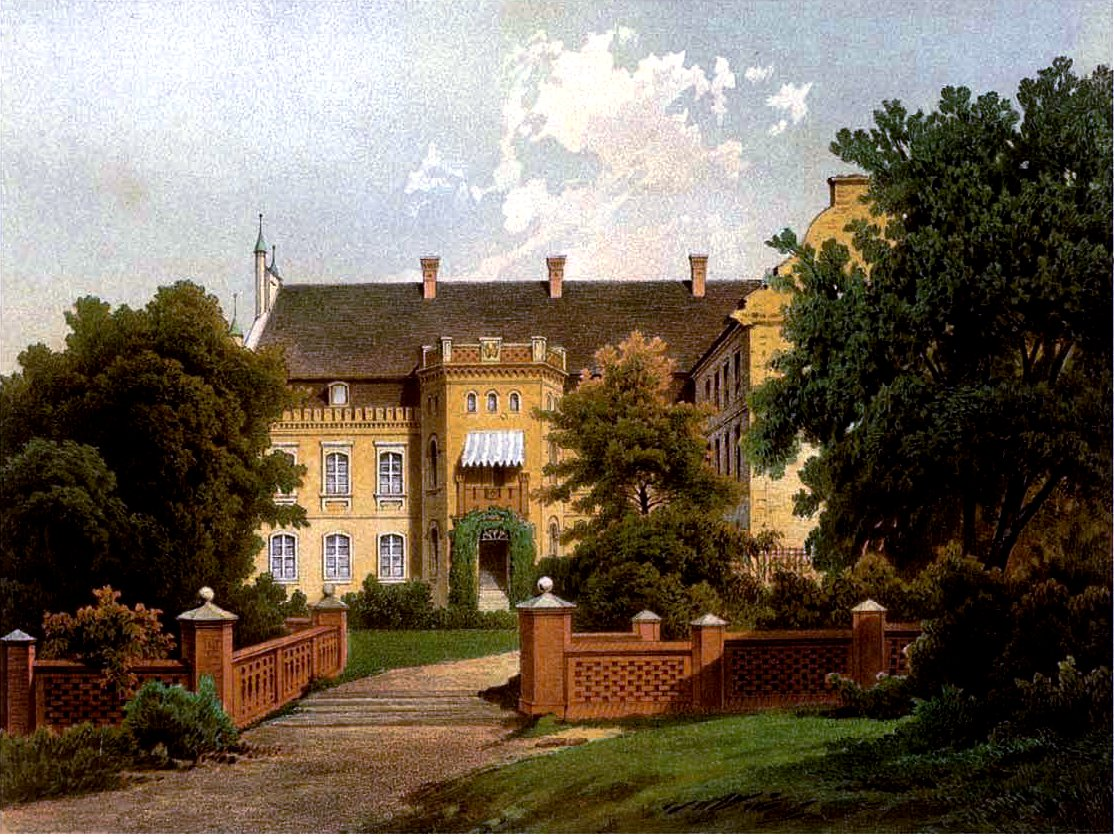
Schloss Falkenburg um 1860

Nach dem Studium diente er als Einjährig-Freiwilliger in der Preußischen Armee. 1834 wurde er Sekondeleutnant im 9. Landwehr-Regiment und 1848 Premierleutnant im 21. Landwehr-Regiment. 1853 wurde er zum Rittmeister befördert. 1864 nahm er als Major seinen Abschied. Im Deutschen Krieg unterstützte er als Ritter des Johanniterordens die Pflege der Verwundeten in den Schlachten in Böhmen. Im Deutsch-Französischen Krieg führte er die Etappenkommandanturen in Vouziers (Vouziers), Vesoul und Bar-le-Duc. 
1842 erwarb er das Rittergut Schloss Falkenburg im Kreis Dramburg mit einer Größe von 3.033 Hektar. 1860 errichtete er eine Handstrichziegelei, die ihre Produkte über weite Teile Preußens vermarktete. Unter anderem wurden sie beim Bau der Zitadelle Spandau verwendet.
1869/70, in der 3. Session der 10. Legislaturperiode, vertrat Mellenthin als Abgeordneter den Wahlkreis Köslin 3 (Schievelbein, Dramburg) im Preußischen Abgeordnetenhaus.
Die letzten Monate seines Lebens waren von schwerer Krankheit und seiner Verwicklung in den Konkurs der Pommerschen Centralbahn überschattet.

## Auszeichnungen
- Königlicher Hausorden von Hohenzollern, Kreuz der Ritter (1854)[4]
- Roter Adlerorden, 4. Klasse (1865)[5]
- Königlicher Kronen-Orden (Preußen), 3. Klasse mit dem Johanniter-Kreuz (1867)[6]
- Eisernes Kreuz (1870), II. Klasse[7]
- Johanniterorden
  - Ehrenritter (22. Mai 1862)
  - Rechtsritter (25. Juni 1867)